# 拉卡馬內
拉卡馬內（法語：Lakamané），是馬里的城鎮，位於該國西部，由卡伊區的迪耶馬省負責管轄，面積1,000平方公里，海拔高度234米，2009年人口15,912，人口密度每平方公里16人。